# گرگ‌تیغ
گرگ‌تیغ (نام علمی: Lycium ruthenicum) نام یک گونه از تیره بادنجانیان است.